# Llum de dia
Llum del dia (neerlandès: Daglicht) és una pel·lícula dramàtica neerlandesa del 2013 basada en la novel·la de Marion Pauw. S'ha doblat al català.

## Repartiment
- Derek de Lint - Twan Benschop
- Fedja van Huêt - Ray Boelens
- Monique van de Ven - Ageeth
- Maartje van de Wetering - Rosita
- Angela Schijf - Iris Boelens
- Matteo van der Grijn - Bo
- Thijs Römer - Peter Benschop
- Victor Löw - Lode
- Jaap Spijkers - Sam Dijksman